# Ohio County, Kentucky
Ohio County är ett administrativt område i delstaten Kentucky, USA, med 23 842 invånare. Den administrativa huvudorten (county seat) är Hartford.  

## Geografi
Enligt United States Census Bureau så har countyt en total area på 1 546 km². 1 538 km² av den arean är land och 8 km² är vatten. 

### Angränsande countyn
- Hancock County - norr
- Breckinridge County - nordost
- Grayson County - öst
- Butler County - sydost
- Muhlenberg County - sydväst
- McLean County - väst
- Daviess County - nordväst